# Đội tuyển bóng đá nữ quốc gia Tiệp Khắc
Đội tuyển bóng đá nữ quốc gia Tiệp Khắc đã từng là đội tuyển bóng đá nữ đại diện cho Tiệp Khắc. Thành lập vào năm 1968, giữa lúc Mùa xuân Praha đang diễn ra, Tiệp Khắc trở thành một trong những đội tuyển bóng đá nữ đầu tiên tại châu Âu cũng như toàn thế giới.

## Quá trình thi đấu
Trận đấu đầu tiên của Tiệp Khắc diễn ra vào ngày 23 tháng 2 năm 1968 tại Viareggio, Ý trước một đội tuyển Ý cũng lần đầu xuất trận. Trận đấu kết thúc với kết quả thua 1–2 cho Tiệp Khắc. Vào năm 1970 Tiệp Khắc dự kiến tham gia giải Mundial nữ (một giải được coi là World Cup không chính thức) và sẽ gặp Đan Mạch vào ngày 7 tháng 7 tại Bologna. Tuy nhiên do Tiệp Khắc bị phương Tây từ chối cấp visa nên họ buộc phải bỏ cuộc. Điều tương tự xảy ra vào giải đấu một năm sau tại Mexico.
Trận quốc tế chính thức đầu tiên của Tiệp Khắc là trận hòa 2–2 Hungary trên sân Petržalka thuộc Bratislava vào năm 1985. Họ kéo dài chuỗi trận không thắng thêm 7 trận trong vòng 2 năm sau đó.
Từ tháng 10 năm 1987 tới tháng 11 năm 1988 Tiệp Khắc tham dự vòng loại của giải vô địch châu Âu. Xen kẽ vào khoảng thời gian này họ còn tham dự giải đấu giao hữu tại Trung Quốc vào năm 1988. Họ bị loại ngay từ vòng bảng dù có chiến thắng trước Nhật Bản và thủ hòa Hoa Kỳ. Tại giải vô địch châu Âu Tiệp Khắc để thua Tây Đức ở vòng loại cuối cùng.
Từ năm 1989 tới 1990 Tiệp Khắc tham dự vòng loại Euro chính thức đầu tiên, đồng thời cũng là vòng loại World Cup 1991. Họ không thể vượt qua vòng loại đầu tiên khi xếp sau Đức và Hungary ở bảng đấu của mính. Họ tiếp tục dừng bước tại vòng loại trước đội tuyển Ý. Đây cũng là lần cuối đội tuyển thi đấu trước khi Tiệp Khắc tan rã cuối năm 1992. Họ tách ra thành hai đội tuyển là Cộng hòa Séc và Slovakia, với cả hai là đội tuyển kế thừa thành tích của Tiệp Khắc.

## Thành tích thi đấu
| Giải đấu                                       | Vòng đấu | Kết quả | Đối thủ     | Ghi chú |
| ---------------------------------------------- | -------- | ------- | ----------- | ------- |
| Giải bóng đá nữ quốc tế 1988                   | Vòng 1   | 0–1     | Thụy Điển   |         |
| Giải bóng đá nữ quốc tế 1988                   | Vòng 1   | 2–1     | Nhật Bản    |         |
| Giải bóng đá nữ quốc tế 1988                   | Vòng 1   | 0–0     | Hoa Kỳ      |         |
| Vòng loại Giải vô địch bóng đá nữ châu Âu 1989 | Vòng 1   | 1–1 0–0 | Bỉ          |         |
| Vòng loại Giải vô địch bóng đá nữ châu Âu 1989 | Vòng 1   | 1–0 2–0 | Tây Ban Nha |         |
| Vòng loại Giải vô địch bóng đá nữ châu Âu 1989 | Vòng 1   | 1–0 3–0 | Bulgaria    |         |
| Vòng loại Giải vô địch bóng đá nữ châu Âu 1989 | Vòng 1   | 2–2 0–0 | Pháp        |         |
| Vòng loại Giải vô địch bóng đá nữ châu Âu 1989 | Tứ kết   | 1–1 0–2 | Tây Đức     |         |
| Vòng loại Giải vô địch bóng đá nữ châu Âu 1991 | Vòng 1   | 2–0 3–2 | Bulgaria    |         |
| Vòng loại Giải vô địch bóng đá nữ châu Âu 1991 | Vòng 1   | 0–5 0–1 | Đức         |         |
| Vòng loại Giải vô địch bóng đá nữ châu Âu 1991 | Vòng 1   | 0–2 3–0 | Hungary     |         |
| Vòng loại Giải vô địch bóng đá nữ châu Âu 1993 | Vòng 1   | 2–1 3–0 | Ba Lan      |         |
| Vòng loại Giải vô địch bóng đá nữ châu Âu 1993 | Vòng 1   | 0–3 2–2 | Ý           |         |